# Repubblica partigiana della Valsesia
La Repubblica della Valsesia fu la seconda repubblica partigiana sorta nel Nord Italia. Venne proclamata l'11 giugno 1944 e durò fino al 10 luglio 1944, giorno in cui si conclusero le operazioni di riconquista nazifascista della zona. Pur con le dovute considerazioni, dato il rapido evolversi della situazione, alcune fonti ne prolungano la durata al 25 aprile 1945.
Assieme a Montefiorino, Pietro Secchia la considerò precorritrice delle «scuole di democrazia effettiva che nasceva nel fuoco della lotta» che sarebbero poi state le zone libere/repubbliche partigiane.

## Il territorio
Il territorio liberato comprendeva tutte le valli del fiume Sesia, da Alagna Valsesia ai piedi del Monte Rosa fino a Romagnano Sesia/Gattinara; la Val Grande da Alagna Valsesia a Varallo, la bassa valle fino a Serravalle Sesia, la Morenica fino a Romagnano Sesia/Gattinara e le tre valli laterali: Val Sermenza, Val Mastallone e Val Sessera. Confinava con il Biellese, la Valle del Lys, la Valle Anzasca, il Novarese e il Vercellese.

## Storia

### Contesto

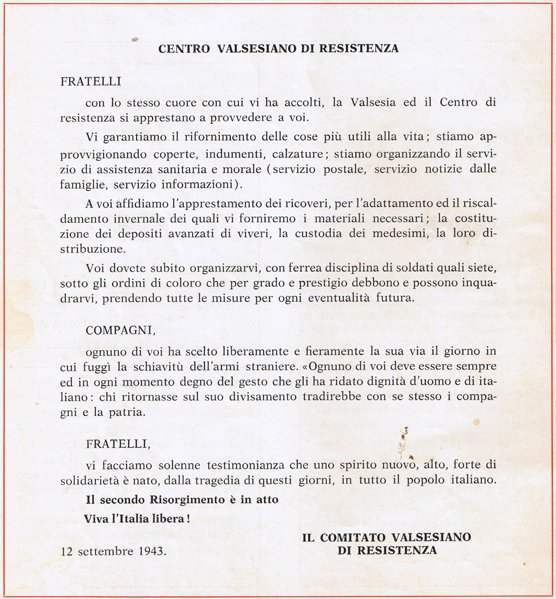
Primo appello della resistenza in Valsesia del 12 settembre 1943

()

### Inizio
Dopo oltre sei mesi di occupazione della Valsesia, nel giugno 1944 il 63º Battaglione (reparto fascista specializzato nell'antiguerriglia, in seguito ribattezzato Legione "Tagliamento") fu destinato alla difesa della Linea Gotica, nella convinzione che il movimento partigiano fosse stato represso. Smentendo in pieno tale convinzione, le formazioni della Resistenza scesero immediatamente nei maggiori centri abitati del fondovalle, Varallo e Borgosesia in particolare, prendendo da qui il controllo del territorio. Nonostante la scelta di ricorrere a una forma istituzionale non democratica, l'esperienza della zona libera avvicinò notevolmente la popolazione al movimento partigiano.
In tale contesto un consistente gruppo di carabinieri di stanza a Varallo e nell'alta valle si misero al servizio delle forze partigiane.

### Governo
La "zona libera" nacque in un clima di forte incertezza e timore del contrattacco nemico. Data la precarietà della situazione, fu scartata la proposta di un governo dei CLNAI, avanzata dagli stessi comitati mediante le direttive dell'aprile 1944. La gestione fu dunque affidata ai commissari civili, figure create in quella specifica occasione. In diverse località gli stessi podestà, se non invisi alla popolazione o compromessi col regime appena decaduto, furono nominati commissari. Il commissario civile aveva, tra gli altri, il delicato compito di controllare tutte le aziende e le fabbriche.

### Economia e società
Con gli industriali fu raggiunto un accordo a garanzia della continuità produttiva: da un lato fu loro impedito di lavorare per i tedeschi e di versare tasse alla Repubblica Sociale, dall'altro ottennero l'assicurazione che non avrebbero subìto atti di sabotaggio da parte dei partigiani.
I servizi civili (poste, telefono e comunicazioni) non subirono interruzioni. Furono aboliti gli ammassi imposti dalla Repubblica Sociale, introdotto il controllo di vendita e prezzi dei generi contingentati, aumentate le razioni alimentari e le quantità di prodotti periodicamente requisiti dai tedeschi, quali la legna. Furono approntate mense aziendali nelle fabbriche e mense per disoccupati e bisognosi.
Fu attivo anche un "ufficio artistico" di Divisione, incaricato di realizzare mostrine (stella alpina su campo rosso e blu, distribuite durante il mese di agosto 1944, vedi sez. Mostrine) e bracciali per i vari corpi, francobolli, cartoline e cartelloni di propaganda.
Si ricordano inoltre numerose iniziative pubbliche. A titolo di esempio, due eventi tenuti a Varallo: il 23 giugno 1944 fu organizzata una conferenza a tema patriottico; il 25 luglio, alcuni giorni dopo il contrattacco conseguente i rastrellamenti nazifascisti del 2-19 luglio, la banda musicale tenne un concerto.

### Assistenza
A Borgosesia furono requisite alcune ville, adibite a colonia per bambini e ricovero per anziani.
L'assistenza sanitaria fu garantita grazie all'ambulatorio civile tenuto da alcuni medici partigiani, sebbene gli ospedali di Varallo e Borgosesia rimanessero i punti di riferimento. Data l'evidente distanza da tali centri, furono organizzati alcuni corsi rapidi per infermieri, destinati ai numerosi giovani giunti al Comando ma ancora privi di armi ed equipaggiamento.

### Giustizia
Il 28 giugno 1944 i vertici della 1ª divisione Garibaldi, su suggerimento di Giuseppe Lacroix (il dottor "Primula Rossa", dirigente del servizio sanitario interdivisionale delle formazioni partigiane di Valsesia, Ossola, Cusio, Verbano e Biellese) affiancarono al pretore di Varallo Sesia un commissario giudiziario, espressione dello stesso Comitato di Liberazione Nazionale, incaricato di intervenire nelle cause sia civili che penali: riceveva in visione ogni fascicolo processuale dal pretore, indirizzava le cause e ratificava le sentenze, con facoltà di inasprire o alleviare le pene comminate. Pretore e commissario, tuttavia, avevano lo stesso peso decisionale, in caso di disaccordo l'ultima parola spettava all'autorità militare.
La competenza dei reati militari restava invece del comando di divisione. Spie e collaborazionisti venivano immediatamente condannati a morte per impiccagione. Per i colpevoli minorenni erano ritenuti responsabili i genitori.
Tratteggiando il profilo della giustizia nei territori liberati dalla Resistenza, lo storico Tullio Omezzoli non manca di sottolineare alcuni aspetti negativi di quanto appena esposto: pur essendo sul piano formale al medesimo livello del pretore, la figura del commissario aveva sostanzialmente più peso; la facoltà del commissario di variare le pene a seconda «della natura sociale dei reati e della categoria sociale dei colpevoli» era un chiaro principio di giustizia classista; l'ultima parola che aveva l'autorità militare nell'ambito della giustizia ordinaria toglieva a quest'ultima qualsiasi autonomia.

### Difesa
Per la copertura militare della zona fu istituito il Battaglione "Volante Rossa": dotato di automezzi e ben armato, poteva spostarsi velocemente e difendere con efficacia la valle.
Occorre ricordare inoltre che l'istituzione della zona libera corrispose a numerosi arruolamenti, che alimentarono oltre misura le file della Resistenza: si trattava principalmente dei giovani di leva richiamati alle armi, provenienti in gran parte dalla pianura. Tale mole di nuove reclute soffriva tuttavia di forti difficoltà di gestione logistica, mancando armi, viveri e tempo per addestrarle alla guerriglia.

### Fine
Con l'imminente ritorno dei reparti nazifascisti, i comandi partigiani optarono per lo spostamento delle forze verso Alagna, onde procedere dunque allo sganciamento tramite le valli laterali, secondo la tattica consolidata in occasione del rastrellamento di aprile. Data la mole di reclute recentemente acquisite, tuttavia, a luglio si dovettero mobilitare più di un migliaio di persone, molte delle quali senza dimestichezza con la montagna e senza calzature adeguate: lo sganciamento si trasformò in una disordinata ritirata, durante la quale numerosi combattenti furono arrestati, complice la presenza di una rete di informatori fedelissimi al regime. Le operazioni nazifasciste durarono dal 2 al 10 luglio 1944. Il 12 luglio fu infine intercettata e arrestata una squadra di dieci carabinieri che trasportavano esplosivi destinati a far saltare i ponti sul fiume Sesia, allo scopo di ritardare l'avanzamento dei nazifascisti e guadagnare tempo prezioso alle operazioni di sganciamento.
Tra gli arrestati, otto carabinieri e sette partigiani furono fucilati presso il cimitero di Alagna da un reparto di SS italiane (Höchster SS und Polizeiführer Italien/SSPF Oberitalien-West) su ordine del tenente Guido Pisoni, il successivo 14 luglio.

## Storiografia
La storiografia ha più volte riportato l'esperienza della Valsesia, sia in termini di "zona libera" che come "repubblica".
Nel 1947 è citata come "zona libera" da Luigi Longo («liberata d'un tratto [...] ricacciando e inseguendo audacemente fascisti venuti a rastrellare») e da Italo Pietra e Remo Muratore, sebbene entrambe le fonti utilizzino le due espressioni in modo intercambiabile, coerentemente a diverse trattazioni di quegli anni.
La prima distinzione è introdotta da Roberto Battaglia il decennio successivo: nel 1953 lo storico romano colloca la Valsesia nella prima fase delle zone libere, sorte nell'estate 1944 e incentrate sulle attività economiche e amministrative (alla seconda fase, nell'autunno 1944 e caratterizzate da attività più prettamente politiche, appartengono invece l'Ossola e la Carnia).
Alla fine degli anni '60 lo storico Massimo Legnani approfondisce il tema delle esperienze dell'estate 1944, appuntando come fossero strettamente legate all'attesa offensiva finale alleata, che però non sarebbe arrivata. Altro fattore caratterizzante era la difficoltà di comunicazione e collaborazione tra resistenza militare e resistenza politica: tra loro, al loro interno e nei confronti della popolazione. Propone dunque due criteri per identificare le "repubbliche" nel più vasto insieme delle "zone libere". Da un lato le "repubbliche" corrispondono alle realtà ove gli interventi amministrativi e politici hanno avuto tale durata e intensità da incidere sul profilo stesso della Resistenza, anticipando l'assetto futuro della vita locale che il movimento avrebbe portato. Dall'altro lo storico riserva la definizione "repubblica" solo ai territori che hanno visto l'effettiva ed equilibrata collaborazione («non sovrapposizione») tra i comandi partigiani e gli organi politico-amministrativi.
A cavallo del secolo le opinioni discordano ancora: nel 1995 Raimondo Luraghi la definisce "repubblica", mentre nel 2000 Luca Baldissara la annovera tra le «zone di insediamento partigiane», distinte dalle «zone libere con confine riconoscibile» (tra cui l'Ossola).
Un discrimine più preciso per classificare le zone libere piemontesi è fornito nel 2013 da Gabriella Spigarelli: ponendo il limite temporale ad un mese, il limite geografico a 1000 km2 e il limite demografico a 10.000 abitanti, la definizione si riduce a sole otto realtà, tra cui la Valsesia e l'Ossola.
Nel 2014, sulla rivista Patria dell'ANPI, la Valsesia è definita "zona libera".

### Controversie
La storiografia della "repubblica" della Valsesia (denominata così dal CLNAI) ha sofferto dell'opposizione ricevuta all'interno delle stesse fazioni partigiane, primo fra tutti Moscatelli, che ne rifiutavano l'istituzione politica relegandola a mera "zona libera". Opposizione concretizzatasi in pratiche tendenti a sminuirne l'importanza, portate avanti sia dall'ANPI e da alcuni storici locali.
È storicamente assodato che Moscatelli fosse contrario ad ogni forma repubblicana (posizione confermata nei giorni della Repubblica dell'Ossola), motivo per cui propendeva per non lasciarne memoria.
Negli ultimi anni, storici, scrittori e ricercatori della tematica stanno facendo luce sugli aspetti non chiari dei primi anni del dopoguerra, rileggendo obiettivamente sia il carteggio tra CLNAI e la Divisione Valsesia sia le pubblicazioni della stampa clandestina dell'epoca (La Stella Alpina).

## Brigate Garibaldi "IIª Divisione Valsesia"

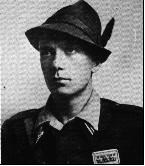
Cino Moscatelli, commissario politico della Divisione Valsesia.

La zona operativa "Valsesia" del Corpo volontari della libertà, avente competenza anche per l'Ossola e il Cusio, era diretta da un Comando zona alle cui dipendenze operavano le brigate "Garibaldi" (e relativi reparti dipendenti) inquadrate in quattro divisioni.

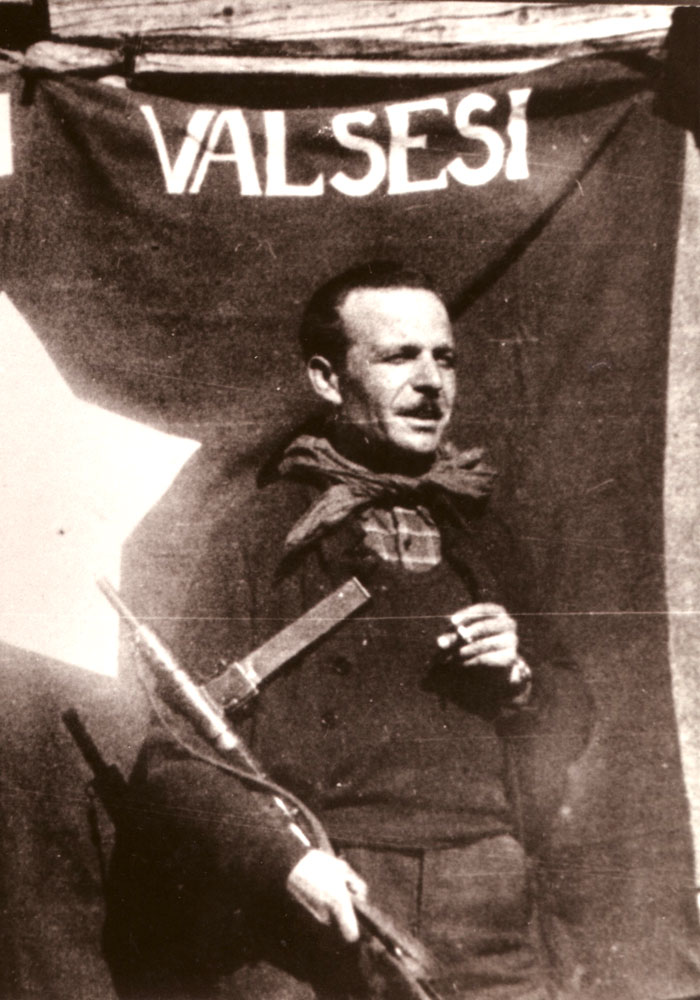
"Ciro" Eraldo Gastone, comandante militare della Divisione Valsesia.

Le formazioni garibaldine erano così strutturate: le squadre erano composte da dieci-quindici uomini; tre squadre formavano un distaccamento, tre distaccamenti un battaglione, tre battaglioni costituivano una brigata, tre brigate formavano una divisione.
Qui di seguito si riporta l'elenco delle divisioni e brigate e dei relativi comandi:
- Comando zona militare "Valsesia", Comandante militare: Eraldo Gastone (Ciro) Commissario di guerra: Vincenzo Moscatelli (Cino) Capo di stato maggiore: Aldo Benoni (Aldo)
- Divisione Garibaldi "Fratelli Varalli", Comandante militare: Albino Calletti (Bruno) Commissario di guerra: Mario Venanzi (Michele)
- 6ª Brigata Garibaldi "Nello" (inizialmente 6ª B. G. "Rocco"), Comandante militare: Attilio Sforza (Atti)
- 7ª Brigata Garibaldi "Valsesia"[26], Comandante militare: Dino Vicario (Barbis)(poi comandante della Divisione G. "Redi")
- 81ª Brigata Garibaldi "Volante Silvio Loss", Comandante militare: Corrado Moretti (Fulvio)
- 82ª Brigata Garibaldi "Giuseppe Osella", Comandante militare: Mario Vinzio (Pesgu[27]) Commissario di guerra: Don Sisto Bighiani (Sisto)
- 84ª Brigata Garibaldi "Strisciante Musati", Comandante militare: Pietro Rastelli (Pedar) Commissario di guerra: Giacomo Gray (Grano)
- Divisione Garibaldi "Gaspare Pajetta", Comandante militare: Arrigo Gruppi (Moro)
- 109ª Brigata Garibaldi "Piero Tellaroli", Comandante militare: Attilio Bozzotti (Varesot) Commissario di guerra: Giovanni Barbone (Cori)
- 110ª Brigata Garibaldi "Elio Fontanella", Comandante militare: Franco Alliatta (Dich) Commissario di guerra: Alessandro Rista (Alexander)
- 118ª Brigata Garibaldi "Remo Servadei", Comandante militare: Aramando Caldara (Armando) Commissario di guerra: Ubaldo Papa (Aldo Tuto)
- 124ª Brigata Garibaldi "Pizio Greta", Comandante militare: Alessandro Boca (Andrei) Commissario di guerra: Aldo Petacchi (Aldo)
- Brigata Garibaldi Fronte della gioventù "Eugenio Curiel", Comandante militare: Franco Penna (Franco) Commissario di guerra: Diego Fortina (Walter)

Presenti in Valsesia ma inquadrati nella 1ª Divisione d'assalto "Garibaldi":
- Compagnia Carabinieri Partigiani, Comandante militare: Maresciallo Maggiore Tarcisio Ballarani[28]

In Ossola e Cusio:
- Divisione Garibaldi "Redi"
- Divisione Garibaldi "Mario Flaim"

### Mostrine

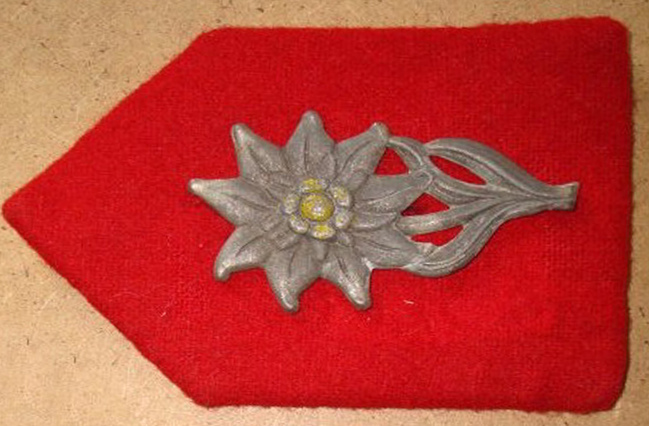
Mostrine delle divisioni partigiane Valsesiane

Nate a fine agosto del 1944, vennero ordinate in 15.000 pezzi ad una ditta di Milano da Vincenzo Moscatelli tramite il fratello di Eraldo Gastone, rispettivamente commissario politico e comandante del raggruppamento Divisioni Valsesia, Ossola, Cusio e Verbano. La ditta rispose che non si sentiva sicura a produrle temendo per l'incolumità dei propri operai, poiché il rischio di ritorsione nazista era troppo alto.
Si pensò quindi di aggirare l'ostacolo facendole simili a quelle dei Gebirgsjäger tedeschi: differenti solo per avere sullo stelo una fogliolina in più e una più corta, e il polline, al centro, non dorato. Se si fosse verificato un controllo, l'azienda avrebbe potuto far passare l'ordinazione per una richiesta della Wehrmacht. I garibaldini della Valsesia e dell'Ossola ebbero così le loro mostrine.

### Inno
Il canto partigiano Valsesia Valsesia, la cui melodia deriva da Dalmazia, Dalmazia, è un vecchio brano cantato prima dagli arditi e poi dai dannunziani. Fu utilizzato e divenne l'inno della Divisione San Marco della Xª MAS. In seguito, i partigiani della Valsesia la rielaborarono, tanto da assurgere a inno della "Divisione Valsesia" e una delle canzoni più conosciute della zona.
noi del Moscatelli siamo i primi

tutti si fermano a guardare

tutti si affacciano ai balcon
Contro i tedeschi e repubblichini

combatteremo siam partigiani

ai nostri monti l'abbiam giurato

dobbiamo vincere o morir
Valsesia! Valsesia!

cosa importa se si muore

questo è il grido del valore

partigiano vincerà
Quando si tratta di attaccare

Quelli del Pedar sono i primi

tutti cominciano a sparare

e dalla Valsesia vincerem
A Moscatelli l'abbiam giurato

Ai nostri morti gridiam così

Ai nostri monti l'abbiam giurato

Vogliamo vincere o morire
Valsesia! Valsesia!

cosa importa se si muore

questo è il grido del valore

partigiano vincerà
Valsesia! Valsesia!

cosa importa se si muore

questo è il grido del valore

partigiano vincerà»
()

### Approfondimenti
- Giancarlo Pajetta (Marra), Con i garibaldini in Valsesia, Roma, Soc. Ed. L'Unità, 1945.
- Aldo Benoni (a cura di), Con questa mostrina - Ai nostri caduti, Novara, ANPI Provinciale, 1946.
- Pietro Secchia e Cino Moscatelli, Il Monte Rosa è sceso a Milano: la Resistenza nel Biellese, nella Valsesia e nella Valdossola, Torino, Einaudi, 1958. Ospitato su Google Libri.
- Cesarina Bracco, La staffetta garibaldina, Pollone, Leone & Griffa, 1999  [1976].
- Ester Barbaglia, La Spezia combatte in Valsesia, Borgosesia, Istituto per la storia della Resistenza in provincia di Vercelli, 1979.
- Piero Ambrosio, I notiziari della Gnr della provincia di Vercelli all'attenzione del duce, Borgosesia, Istituto per la storia della Resistenza e della società contemporanea in provincia di Vercelli, 1980.
- Enzo Barbano, Lo scontro a fuoco di Varallo del 2 dicembre 1943, Borgosesia, Istituto per la storia della Resistenza in provincia di Vercelli, 1982.
- Istituto per la storia della Resistenza e della società contemporanea nelle province di Biella e Vercelli, Ricordo di Cino Moscatelli (PDF), 2ª ed., Varallo Sesia, Fondazione CRT, 2011  [1982].
- Enzo Barbano, Il paese in rosso e nero, Varallo, Comune di Varallo, 1985.
- Piero Ambrosio e Gladys Motta (a cura di), Sui muri della Valsesia. Settembre 1943 - aprile 1945, Borgosesia, Istituto per la storia della Resistenza e della società contemporanea in provincia di Vercelli, 1986.
- Cesare Bermani, Pagine di guerriglia. L'esperienza dei garibaldini della Valsesia, Borgosesia, Istituto per la storia della Resistenza e della società contemporanea nelle province di Biella e Vercelli, 4 voll., 1995-2000.
- Alfredo Borgo, Un abito celeste, Borgosesia, Corradini, 1995.
- Giorgio Perrone (disegni) e Luca Perrone (testi), Storia della resistenza in Valsesia a fumetti, Istituto per la storia della Resistenza e della società contemporanea nel Biellese, nel Vercellese e in Valsesia, 2012, ISBN 978-88-905952-8-8.
- Carlo Vallauri, Le Repubbliche partigiane: Esperienze di autogoverno democratico, Laterza, 2014.